# Raindance Film Festival
Raindance è un festival cinematografico indipendente che opera nelle principali città del mondo come Londra, Los Angeles, New York, Vancouver, Toronto, Montreal, Budapest, Berlino e Bruxelles. Il festival è stato fondato nel 1992 da Elliot Grove e nel 2013 è stato menzionato da Variety come uno dei 50 "imperdibili film festival" nel mondo. Il Raindance presenta lungometraggi e cortometraggi di registi di tutto il mondo ad un pubblico di produttori, acquirenti, giornalisti, appassionati di cinema e registi.

## Edizioni
- 1992 – Viene fondato il Raindance film festival.
- 1993 – Viene lanciato il Raindance filmf festival con la prima mondiale di Buon compleanno Mr. Grape.
- 1994 – Pulp Fiction fa il suo debutto in UK con il Raindance Film Festival.
- 1998 – Raindance crea il British Independent Film Awards che celebrano i successi del cinema britannico indipendente.
- 2000 – Memento di Christopher Nolan fa il suo debutto in UK al Raindance.
- 2003 – Raindance lancia il primo concorso di cortometraggi da 15 secondi con Nokia.
- 2004 – Raindance lancia l'Independent Film Trus: un ente di beneficenza che sostiene la produzione cinematografica indipendente e fornisce borse di studio e formazione per i più svantaggiati, dai bambini delle scuole dei centri urbani ai rifugiati e ai malati di mente.
- 2008 – Raindance proietta Once, che vincerà l'Oscar per la miglior canzone.
- 2009 – Down Terrace, il primo film di Ben Wheatley, debutta al Raindance.[4]
- 2012 – I cortometraggi che vengono proiettati dal Raindance possono competere agli Oscar.
- 2013 – Raindance lancia Raw Talent e produce il film Love.Honour.Obey.[5]
- 2015 – Raindance lancia la formazione di 360/VR Storytelling.[6]
- 2016 – Raindance lancia l'Auteur Award e consegna il premio augurale a Ken Loach.[7]
- 2016 – Raindance lancia il VRX Awards e lo presenta.[8]
- 2017 – Raindance consegna il Secondo Annual Auteur Award a Guy Ritchie, descrivendolo come una "figura di spicco" che ha dato "nuova vita all'industria cinematografica britannica" con le sue "commedie poliziesche di culto".[9]
- 2017 – Raindance celebra il suo 25º anniversario.[10]
- 2018 – Raindance consegna il terzo Annual Auteur Award a Terry Gilliam, affermando che per quattro decenni ha "incantato incredibili storie visive praticamente dal nulla".[11]